# Mattia Giovanella
Mattia Giovanella (Trento, 27 ottobre 1997) è un giocatore di curling italiano, vincitore della medaglia di bronzo agli europei di Lillehammer 2021 e Östersund 2022. È stato convocato ai Giochi olimpici invernali di Pechino 2022.
E' consigliere federale in quota atleta all'interno del Consiglio Federale della Federazione Italiana Sport del Ghiaccio (FISG) per il quadriennio olimpico 2022-2026.

## Palmarès

### Mondiali
- Bronzo a Schaffhausen 2024

### Europei
- Bronzo a Lillehammer 2021
- Bronzo a Östersund 2022